# Robert Dubs

Robert Dubs (1927)

Robert Dubs (* 3. Januar 1880 in Wien; † 10. März 1963 in Zollikon bei Zürich) war ein Wasserbauingenieur und Hochschullehrer.
Er war der Sohn von Karolina geb. Zumbrunnen und des Ingenieurs Johann Heinrich Dubs. 1908 heiratete er Bertha Weber, Tochter des  Postfaktors Albert. Sie hatten eine Tochter und zwei Söhne, darunter Werner Dubs.

## Leben
Die Familie von Robert Dubs siedelte bald nach dessen Geburt von Wien nach Isleten am Urnersee, wo er seine Jugend verbrachte.
Später hielt er sich im Kanton Wallis und ab 1911 in Zürich auf.
Kurze Zeit übte er eine kaufmännische Tätigkeit aus, anschliessend legte er die Matura an der Zürcher Privatschule «Minerva» ab.
Bis 1905 studierte er Maschinenbau am Eidg. Polytechnikum in Zürich. Von 1906 bis 1907 war er Mathematiklehrer an der Fachhochschule Minerva.
Von 1907 bis 1927 arbeitete er als Oberingenieur in der Abteilung Wasserturbinen der Escher Wyss AG.
1909 leistete er einen Beitrag zur Theorie des instationären Abflusses, indem er zusammen mit Viktor Bataillard die richtungsweisende Arbeit von Lorenzo Allievi ins Deutsche übersetzte und dem Werk einen eigenen Beitrag über die theoretische Erfassung der Fliessvorgänge in Stollen und Wasserschloss beifügte. So trug wesentlich zur Verbreitung der entsprechenden Druckstosstheorie im deutschsprachigen Raum bei.
1909 übersetzte Dubs Allievis Theorie des Druckstosses, die er mit seinem Zusatz zur Wasserschlossberechnung für die Praxis nutzbar machte.
Bei Escher-Wyss betrieb er die Errichtung einer Versuchsanstalt zur Turbinenforschung in Zürich. Während vorher Escher Wyss nur im Werk Ravensburg eine «Turbinenprüfstation» besass, entstand auf Dubs' Initiative die Niederdruck-Versuchsanlage in Zürich, die nach verschiedenen Umbauten noch 1963 genutzt wurden.

## Dubs'sches X-Rad von Escher Wyss
Mit der Weiterentwicklung der Francisturbine zum X- oder Dubsrad schuf er einen wichtigen Vorläufer der Kaplan-Turbine.
Im Auftrag des Schweiz. Ingenieur- und Architekten-Verein SIA errechnete er die Überfall-Formeln für den Schweiz. Beim Elektrotechnischen Verein war er massgeblich an der Formulierung der Wasserturbinen-Regeln beteiligt.
1926 wurde Dubs zum Nachfolger von Franz Prášil als Professor für Hydraulik und Hydraulische Maschinen an die ETH Zürich berufen.
Von 1927 bis 1949 war er dort ordentlicher Professor für Wasserturbinen und Wasserkraftanlagen.
In dieser Stellung widmete er sich weiter der theoretischen Behandlung von Abflussproblemen und gab 1947 das Buch «Angewandte Hydraulik» heraus.
Von 1919 bis 1922 war er im Gemeinderat von Zürich. Von 1934 bis 1942 war er Gemeinderat in Zollikon, wo er 1940 zum Ehrenbürger ernannt wurde.

## Werke
- Allgemeine Theorie über die veränderliche Bewegung des Wassers in Leitungen von Lorenzo Alliévi, autorisierte, mit Ergänzungen, Erläuterungen und Figuren versehene Ubersetzung aus dem italienischen Originaltext. Unter Mitwirkung des Verfassers bearbeitet von Robert Dubs und Viktor Bataillard October 4, 1929[6]

- darin: II. Teil: Stollen und Wasserschloß. Von Robert Dubs. Mit 35 Textfiguren. XII, 296 S.
- VII.419.:23.4.12. Robert Dubs: Die Propellerturbine, Sonderdruck aus: Zeitschrift des Vereines deutscher Ingenieure 48, Berlin 1924 301
- VII.419.:23.4.13. Robert Dubs: La Turbine à Hélice, Sonderdruck aus: Bulletin Technique de la Suisse Romande 4, Lausanne 1925 301
- VII.419.:23.4.14. Robert Dubs, A. Utard Hydraulische Druckregulatoren, Sonderdruck aus: Schweizerische Bauzeitung LIX 1-3, Zürich 1912 301[7]